# Johann Peter von Raesfeld
Johann-Peter von Raesfeld (* 26. März 1679 in Wesel; † 20. Oktober 1764 zu Kleve) war Bannerherr von Geldern und Zutphen, Geheimer Rat und Regierungspräsident der preußischen Provinzen Kleve und Mark und Kurator der Universität Duisburg.

## Leben
Er war der Sohn des Anton von Raesfeld und der Christiane von Rood gt. Cost; Herr auf Bronkhorst in Geldern und Claerenbeck und Erbherr zu Groß-Büllersheim und Miel (Quandt’sche Güter) und stammte aus dem Zweig Kleve des Geschlechts der Familie von Raesfeld. 1733 war er klevischer Regierungskanzler und 1740 außerordentlicher Gesandter für die Generalstaaten unter Friedrich dem Großen, der in Verhandlungen mit Wilhelm III. von Oranien, dem Statthalter der Generalstaaten, stand. Unter ihnen entschied sich die Frage der Zugehörigkeit des Herzogtums Kleve und der Grafschaft Mark zu den Niederlanden oder Brandenburg (Preußen), nachdem es dafür keinen direkten erblichen Rechtsnachfolger mehr gab, zugunsten Brandenburgs.
Johann Peter von Raesfeld soll eine kluge und politisch umsichtige Persönlichkeit gewesen sein, der die schwierigsten Aufgaben, wenn auch König Friedrich zu langsam, löste. Des Öfteren findet Johann Peter von Raesfeld in dem veröffentlichten Briefwechsel Friedrich des Großen Erwähnung. So heißt es beispielsweise in Band I dieses Werkes: „Raesfeld kriecht wie eine Schnecke“. Es handelt sich hierbei um Verhandlungen, die er im Haag betreffend einer preußisch französischen Allianz zu treffen hatte. Auch literarisch war er interessiert. So bemühte er sich auf den Vorschlag Voltaires hin bei dem Buchdrucker van Düren um die Drucklegung des von Friedrich dem Großen verfassten „Anti-macchiavelli“. Am 26. Juli 1729 wurde ihm die Erneuerung des Adelsstandes von Friedrich Wilhelm I. von Preußen zuerkannt.

## Auszeichnungen
- Johann-Peter von Raesfeld war Ritter des Ordens Pour le Mérite Friedrichs des Großen.